# Норденфлихт, Хедвига Шарлотта
Хедвига Шарлотта Норденфлихт (швед. Hedvig Charlotta Nordenflycht; 1718—1763) — шведская писательница и поэтесса, переводчица, философ, хозяйка литературного салона.

## Биография
Родилась 28 ноября 1718 года в Стокгольме и была самой младшей из пяти детей чиновника Андерса Андерссона Нордбома (Anders Andersson Nordbohm, 1675—1734) и его жены Кристины Розин (Christina Rosin). В 1727 году её отец был облагорожен (удостоен) фамилии Норденфлихт. После выхода отца на пенсию в 1730 году, семья обосновалась в имении Viby в приходе Harbo.
Хедвига получила в основном домашнее образование: ей преподавал Йохан Тидеман (Johan Tideman, 1710—1737), воспитанник Кристофера Польхема, который был учителем ее брата Андерса (Anders Nordenflycht, 1710—1740). В 1734 году против своей воли Хедвига была помолвлена с Йоханом Тидеманом. Она не считала его физически привлекательным, и помолвка была прервана ранней смертью Тидемана.
23 апреля 1741 года Хедвига Норденфлихт вышла замуж за Якоба Фабрициуса (1704—1741), который был ее учителем французского языка и до вступления в брак был назначен капелланом адмиралтейства в Карлскруне. Этот брак был счастливым для Хедвиги, но очень коротким: Якоб заболел и умер в декабре 1741 года. Хедвига впала в депрессию и уехала из Карлскруны в арендованный коттедж в местечке Лидингё, недалеко от Стокгольма. Там она написала сборник стихов «Den sörgande turtur-dufvan» (1743), выражающий её чувства после потери любимого человека.

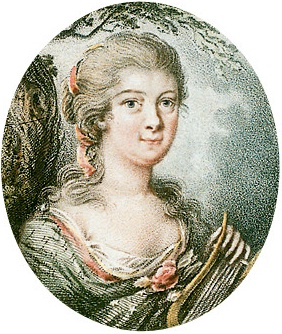
Портрет работы Мартин, Йохан

Норденфлихт вернулась после траура в Стокгольм. В этот момент ее экономическое положение ухудшилось, и она была вынуждена самостоятельно содержать себя, решив зарабатывать на жизнь своим литературным талантом. В 1742 году она написала поэму «Svenska fruntimrets klagan» о королеве Элеоноре Ульрике. В этом же году она подала заявление на пенсию в адмиралтейство после смерти мужа, и оно было удовлетворено в следующем году благодаря вмешательству короля, который сослался на её литературный талант. Хедвига написала еще несколько стихов для королевского дома, и в 1747 году ей было назначено небольшое пособие от кронпринцессы Луизы Ульрики. После крупного Стокгольмского пожара 1751 года она и её мать потеряли свой дом, после чего они обратились за помощью в риксдаг и получили в 1752 году ежегодное пособие на жизнь. В результате этого финансы Норденфлихт были улажены, и Хедвига смогла сосредоточиться на литературной деятельности, не заботясь о денежных проблемах.
14 апреля 1753 года Хедвига Норденфлихт стала членом литературного сообщества Tankebyggarorden, получив там имя «Uranie». Она создала собственный литературный салон, где была тесно связана с Густавом Филиппом Крёйцем и Густавом Гилленборгом.
В 1762 году Хедвига поселилась на маленькой вилле, которую она построила возле замка Скуклостер, назвав её Lugnet («Спокойствие»). В этот
период времени она влюбилась в Йохана Фишерстрёма, на семнадцать лет младше её. Фишерстрём, родившийся в 1735 году, был студентом Лундского университета с радикальными идеями и литературными интересами. С ним Хедвига Норденфлихт познакомилась в кругах Tankebyggarorden. Она позаботилась о том, чтобы Йохан получил должность в усадьбе Шёэ, где жила её подруга Катарина Шарлотта Делагарди. Однако Йохан Фишерстрём стал ухаживать за Делагарди, создав любовный треугольник и сделав ситуацию невыносимой для Норденфлихт. В результате, по одной из версий, Хедвига покончила с собой, по другой — простудилась и заболела, переходя ручей, который отделял её виллу от замка Делагарди. Как бы то ни было, современники сообщали, что к этому моменту она страдала от болезни, симптомы которой были похожи на рак.
Умерла 29 июня 1763 года в лене Уппсала.
В Национальной портретной галерее Швеции в Грипсхольме, открывшейся в 1822 году, Хедвига Шарлотта Норденфлихт была в числе первых шести женщин шведской истории, портреты которых появились в коллекции галереи, наряду с Бригиттой Шведской, Софией Элизабет Бреннер, Барбро Стигсдоттер, Софией Элеонорой Розенхейн и Венделой Шютте.